# Gynanisa tata
Gynanisa tata är en fjärilsart som beskrevs av Hans Daniel Johan Wallengren 1860. Gynanisa tata ingår i släktet Gynanisa och familjen påfågelsspinnare. Inga underarter finns listade i Catalogue of Life.